# (641) Agnès
Pour les articles homonymes, voir Agnès.
(641) Agnès est un astéroïde de la ceinture principale découvert le 8 septembre 1907 par l'astronome allemand Max Wolf.
Sa désignation provisoire était 1907 ZX.